# 690 v.Chr.
Het jaar 690 v.Chr. is een jaartal volgens de christelijke jaartelling.

## Gebeurtenissen

### Egypte
- Koning Taharqa (690 - 664 v.Chr.) de vijfde farao van de 25e dynastie van Egypte.

## Overleden
- Shebitku, de farao van Egypte